# Hypoechana fuliginosa
Hypoechana fuliginosa là một loài bướm đêm trong họ Noctuidae.